# Черковица
Чѐрковица (кратък вариант Черквица) е село в Северна България. То се намира в община Никопол, област Плевен.

## География
Село Черковица е разположено между поречието на река Дунав и поречието на река Осъм. На 4 km от град Никопол и на 54 km от град Плевен. Населението, което живее в него с постоянен адрес, по данни от 2014 г. е 439 жители.
Дунавският риболов е един от поминъците на местното население. В околностите на селото може да се практикува спортен риболов на плувка и дъно, както и риболов с блесна и воблер. Има удобен жп транспорт от селото до Плевен – 23-та жп линия Плевен – Черковица. Мотрисата пътува малко повече от 1 час 3-4 пъти в денонощието във всяка посока.

## Икономика
В Черковица има завод „ЗМК Никопол“ за преработка на отпадъчна хартия и производство на многослоен картон. След приватизирането му през 1998 г. е нееднократно препродаван. През май 2008 г. единственият по рода си завод в Северна България спира работа. 

## Религии
През 2012 година е осветен храмът в селото, който е посветен на Рождество Богородично. Строителството му започва през 2008 година. Освещаването е извършено през юни 2012 година от Великотърновски митрополит Григорий.
Селото е част от Никополска духовна околия на Великотърновска епархия на Българската православна църква.

## Обществени институции
- Читалище „Зора-1939“

## Културни и природни забележителности
- В местността „Манастира“, на 1 km северозападно от селото и край устието на река Осъм се намират ерозиралите останки от римската крепост Асамус
- На около 10 km от селото са открити останки от стар манастир
- Съхранени автентични влашки традиционни обичаи като Калушари

- Изглед от Черковица
- Черковишки Храм „Рождество Богородично“
- Читалището „Зора“

## Редовни събития
- Празнуване на Тодоровден, когато се извършват традиционните надбягвания с коне.
- Калуш – ритуален танц, стар крайдунавски обред.
- Традиционен селски събор в първата седмица от септември.